# Краснофарфорный
Краснофарфо́рный — посёлок (в 1938—2009 годах — посёлок городского типа), административный центр Гру́зинского сельского поселения Чудовского муниципального района Новгородской области.
Население — 1578 жителей (на 1 января 2008 года).
В соответствии с областным законом от 11 ноября 2005 года № 559-ОЗ, посёлок городского типа Краснофарфорный — административный центр Гру́зинского сельского поселения Новгородского муниципального района Новгородской области.

## География
Расположен на Приильменской низменности, в 12 км от города Чудово и в 1,5 км от села Гру́зино (на реке Волхов). Расстояние до Великого Новгорода — 83 км (на юг). Площадь посёлка 484,4 га.

## История
В 1898 году Иваном Кузнецовым здесь была построена «Гру́зинская фарфоровая фабрика». В связи с развитием фарфорного дела село Ботановка в 1919 году было переименовано в Краснофарфорный.
Статус посёлка городского типа — с 4 декабря 1938 года.
В годы Великой Отечественной войны производственные мощности фабрики эвакуировали, а посёлок почти полностью разрушен.
Постановлением Новгородской областной думы № 908-ОД от 28 января 2009 года преобразован в сельский населённый пункт — посёлок Краснофарфорный.

## Население

### Численность населения
| 1939 | 2008 | 2014 |
| ---- | ---- | ---- |
| 3759 | 1578 | 1481 |

| 1959 | 1970  | 1979  | 1989  | 2002  | 2010  |
| ---- | ----- | ----- | ----- | ----- | ----- |
| 2313 | ↘2257 | ↘2153 | ↘2033 | ↘1651 | ↘1329 |

## Экономика
Основное предприятие посёлка — фарфоровая фабрика, носившая разные названия в разные годы:
- до 1917 года — «Грузинская фарфоровая фабрика»
- до 2005 года — Грузинская фарфоро-фаянсовая фабрика «Красный фарфорист» (в 1990-х в форме АОЗТ и ЗАО)
- с 2005 года — «Фабрика И. Е. Кузнецова на Волхове»

С конца 1990-х годов предприятие находится в тяжёлом финансово-экономическом положении, и, поскольку оно является градообразующим, посёлок испытывает серьёзные проблемы. В настоящее время большинство его жителей вынуждены работать за пределами Краснофарфорного.
Распоряжением Правительства РФ от 29.07.2014 № 1398-р (ред. от 13.05.2016) «Об утверждении перечня моногородов», включён в список моногородов Российской Федерации с наиболее сложным социально-экономическим положением.

## Транспорт
- в 13 км — железнодорожная станция Октябрьской железной дороги — Чудово, а в 17 км от станции автомагистраль М10 Санкт-Петербург — Москва.
- в Грузино на реке Волхов существует пристань